# Arıca (Gercüş)
Arıca (aramäisch Kafro Elayto, auch Kafro Helayto) ist ein christlich-aramäisches Dorf in der türkischen Provinz Batman im Landkreis Gercüş im Tur Abdin.

## Lage
Das Dorf liegt etwa 11 km südöstlich von Gercüş, weitere Ortschaften verteilen sich wie folgt:
| Gercüş 11 km                      | Hasankeyf 33 km                             |              |
|                                   | Kompassrose, die auf Nachbargemeinden zeigt | Anıtlı 24 km |
| Barıştepe 26 km (Luftlinie: 5 km) | Bağlarbaşı 33 km (Luftlinie: 6 km)          |              |

## Ortsname
Kafro ist das aramäische Wort für Dorf. Zur Unterscheidung von einem nahe gelegenen Dorf gleichen Namens wurden die beiden Orte mit Tahtayto (Unter-) und Helayto (Ober-) bezeichnet. Das Untere Dorf befindet sich ca. 26 km Luftlinie weiter südlich.